# Elisabeth Erikson
Anna-Brita Elisabeth Erikson, född 5 mars 1947 i Göteborg, är en svensk operasångare (sopran).
Erikson debuterade 1971 som Rosina i Barberaren i Sevilla på Stora teatern i Göteborg. Hon gjorde 1975 rollen som Papagena i Ingmar Bergmans tv-film Trollflöjten. När Göteborgsoperan invigdes 1994 följde hon med dit; hennes första roll där var Daisi Doody i Aniara. Bland övriga roller kan nämnas Violetta, Gilda, Pamina, Susanna, Anne Trulove i Rucklarens väg, Tatjana, Jenůfa, pingvinen i Animalen och titelrollen i Katarina Ismajlova. För sin insats som Katarina fick hon Tidskriften Operas operapris 1987.
Hon utsågs till hovsångerska 1988.
Hon var gift med dirigenten Ola Nilsson 1972 fram till hans död 1973. Hon är sambo med författaren Claes Hylinger.

## Priser och utmärkelser
- 1987/88 – Tidskriften Operas operapris
- 1988 – Hovsångare (den första från Göteborg)[1]
- 1988 – Spelmannen

## Diskografi
- Mozart, Trollflöjten. Josef Köstlinger, Ingmar Bergman, regi. Dirigent Eric Ericson. Sveriges Radio: Rxlp 1226-28. Även som dvd. Svensk mediedatabas.

## Filmografi
- 1975 – Trollflöjten
- 1986 – Bröderna Mozart
- 1998 – När karusellerna sover
- 1999 – Porträttet